# The Unquestionable Truth (Part 1)
The Unquestionable Truth (Part 1) (с англ. — «Неоспоримая истина, часть 1») — EP-альбом американской ню-метал/рэп-метал группы Limp Bizkit, выпущенный 2 мая 2005 года и днём позже — в Северной Америке.
После подписания контракта с лейблом Cash Money Records в 2012 году группа обещала выпустить на свет второй EP — The Unquestionable Truth (Part 2), однако после этого речи об этом альбоме не было.

## Информация об альбоме
The Unquestionable Truth (Part 1) является первым «мини-альбомом» (EP) Limp Bizkit. Во время записи этого альбома в группу вернулся гитарист Уэс Борланд, который не участвовал в записи альбома Results May Vary из-за своего ухода. Гитара в альбоме сыграла одну из главных ролей. Лишь песня «The Key» показала высокий класс диджея группы.
Альбом ознаменовал отход Limp Bizkit от прежней тематики песен к социальным проблемам. В частности, выпады против тоталитарного общества (см. оформление альбома и песни «The Propaganda», «The Key»), реакция на судебные иски против священников по развращению несовершеннолетних («The Priest»).
Limp Bizkit отказались сопровождать выход альбома любыми видами раскрутки, рекламы или интервью.
Фред Дёрст упоминал, что альбом написан под влиянием творчества известной рэп-метал-группы Rage Against the Machine.

## Список композиций
| №  | Название         | Длительность |
| -- | ---------------- | ------------ |
| 1. | «The Propaganda» | 5:16         |
| 2. | «The Truth»      | 5:28         |
| 3. | «The Priest»     | 4:59         |
| 4. | «The Key»        | 1:24         |
| 5. | «The Channel»    | 4:41         |
| 6. | «The Story»      | 3:56         |
| 7. | «The Surrender»  | 3:59         |

## Участники записи
- Limp Bizkit
  - Фред Дёрст — вокал, исполнительный продюсер
  - Уэс Борланд — гитара, оформление альбома
  - Сэм Риверс — бас-гитара
  - Джон Отто — ударные (на треке The Channel)
  - DJ Lethal — диджеинг
- Сэм Сиглер — ударные (на треках «The Propaganda», «The Truth», «The Priest», «The Story»)
- Росс Робинсон — продюсер
- Джордан Шор — исполнительный продюсер